# Барщевский, Дмитрий Юрьевич
Дмитрий Юрьевич Барщевский (род. 6 июня 1945) — советский и российский кинорежиссёр, сценарист и продюсер.

## Биография
Родился в Москве.
В 1961—1963 годах — рабочий киностудии им. М. Горького, в 1967—1969 — оператор киностудии им. М. Горького.
Окончил операторский факультет ВГИКа (1967, мастерская А. Гальперина), в 1974 — аспирантуру ВГИКа.
Продюсер, генеральный директор киностудии «Риск».

## Фильмография
За свою карьеру Д. Ю. Барщевский стал режиссёром более десяти фильмов, написал сценарий и пробовал себя в роли продюсера.

### Режиссёр
- 1972 — Пылающий континент (Латинская Америка)
- 1973 — Время борьбы, время тревог
- 1975 — Камарадос — товарищи
- 1978 — Это в сердце было моём (фильм-монография о жизни и творчестве Всеволода Вишневского)
- 1980 — И вечный бой... Из жизни Александра Блока
- 1982 — Две главы из семейной хроники
- 1987 — Риск
- 1988 — Риск 2
- 2004 — Московская сага (по мотивам одноимённой трилогии Василия Аксёнова)
- 2008 — Тяжёлый песок (по одноимённому роману Анатолия Рыбакова)
- 2013 — Бульварное кольцо

### Сценарист
- 1980 — И вечный бой... Из жизни Александра Блока

### Продюсер
- 2008 — Тяжёлый песок

## Личная жизнь
Женат на кинодраматурге Наталье Виолиной. Двое детей: Дарья Виолина и Антон Барщевский (умер в 2010 году).